# Julià Gual i Masoller
Julià Gual i Masoller (Mataró, Maresme, 1905 — Perpinyà, 1964) fou un escriptor català.
Dirigí els periòdics Diari de Mataró i Llibertat. S'exilià el 1939 i comprà una llibreria a Perpinyà el 1951. Amb la seva muller, Rita Casals, creà l'emissió radiofònica Aires del Canigó a Perpinyà i fundà l'Esbart Dansaire del Rosselló. Escriví en català a La Dépêche, signant com a "Galdric de Prada". Publicà l'obra El segle xix. Capítol d'un llibre inèdit (1963).